# Tần Phi
Tần Phi (tiếng Trung: 秦非; bính âm: Qin Fei), tự Tử Chi (子之), tôn xưng Tần Tử (秦子) người nước Lỗ thời Xuân thu, là một trong thất thập nhị hiền của Nho giáo.

## Cuộc đời
Cuộc đời của Tần Phi không được ghi chép lại. Năm 72, thời Hán Minh Đế, Tần Phi được phối thờ trong Khổng miếu.